# Cecilia Fanti
Cecilia Fanti es una escritora argentina. 
Autora del libro La Chica del Milagro donde plasmó el largo proceso de recuperación que debió atravesar tras un accidente automovilístico que la llevó a un nuevo comienzo en su vida. 
Luego de trabajar en varias editoriales logró  tener su propio espacio cultural, adquirió la librería "Céspedes" en la Ciudad Autónoma de Buenos Aires.

## Vida personal

### El accidente
El 23 de julio de 2012 se dirigía caminando hasta la esquina de Cabildo y Juramento para descender en la estación del subte D pero cuando estaba cruzando una calle, un auto que aceleró por la luz amarilla del semáforo la atropelló, salió disparada por el aire y cayó boca abajo aunque no perdió el conocimiento. Enseguida fue socorrida por un móvil de bomberos que circulaba por el lugar quienes le realizaron los primeros auxilios y solicitaron una ambulancia del SAME. Fue trasladada al hospital Pirovano donde le diagnosticaron dos vértebras rotas y una lesión en la medula espinal. Además recibió atención psiquiátrica.
Cuando retornó a su hogar donde debía realizar el reposo obligado, sintió la necesidad de escribir todas sus experiencias sobre esta situación traumática y comenzó a escribir lo que sería posteriormente su primer libro titulado La Chica del Milagro.

## Trayectoria

### La Chica del Milagro
Comenzó a escribir en su casa sus vivencias como una forma de superar la situación traumática del accidente sin tener el objetivo de publicar esos textos, pero en 2016 le envió una copia de los mismos por correo electrónico a una amiga, y ésta le solicitó autorización para reenviar el correo a otras personas que estaban constituyendo una editorial, y a los tres meses le solicitaron más textos y la convencieron de publicarlos. La publicación se tituló La Chica del Milagro porque un médico especialista en rehabilitación se acercó para conocerla porque el consideraba improbable que hubiese podido recuperar la capacidad de caminar y le dijo: "Sos la chica del milagro".

### Librería Céspedes
Ella adquirió además la librería Céspedes en la ciudad de Buenos Aires, que su antigua dueña había decidido vender. Ni bien se enteró de la venta de ese comercio, consiguió el número de teléfono de la vendedora, le realizó una propuesta económica que aceptó enseguida.